# إيماترا

موقع إيماترا.

شعار إيماترا.

إيماترا (Imatra) مدينة وبلدية في شرق فنلندا ، تأسست في عام 1948 حول ثلاث مستوطنات صناعية بالقرب من الحدود الروسية الفنلندية. في غضون ال 50 سنة الماضية ، نمت هذه المجموعة غير متبلور من المستوطنات في بلدة الصناعية الحديثة التي تهيمن عليها بحيرة سايما ، نهر فووكسي والحدود. وحصل على ميثاقها البلدية في عام 1971.
على الجانب الآخر من الحدود ، على بعد 7 كيلومترات بعيدا عن مركز إيماترا ، وتقع بلدة الروسية سفتوغورسك. وتقع سان بطرسبرغ 210 كم إلى الجنوب الشرقي ، و تبعد عاصمة فنلندا هلسنكي 230 كم ، و لابينرنتا أقرب بلدة فنلندية مسافة 37 كم . تنتمي إيماترا إلى إقليم كاريليا الجنوبية.
تم بناء الفن الحديث أو جوجند قلعة النمط الذي يعرف حاليا باسم Valtionhotelli Imatran ، بالقرب من المنحدرات في عام 1903 وفندق للسياح من العاصمة سانت بطرسبرغ الإمبراطورية.
أرباب العمل الرئيسية هي ستورا النينيو Oyj ، بلدة إمانزا ، Ovako بار آب أوي و حرس الحدود الفنلندي . واعتبارا من أكتوبر 2003 ، العدد الكلي للعاملين و12423. كانوا يعملون وحتى ديسمبر 2004 ، 1868 موظف من بلدة إيماترا .
إيماترا هي مسقط رأس لاعبي الرابطة الوطنية للهوكي و يوسي ماركانن وبيتيري نوكيلاينن .
رئيس بلدية إيماترا الحالي هو برتي لينتونن.
تشتهر إيماترا في تاريخ سباق الدرجات النارية بسباقها (RR-races) بين عامي في 1963-1986.

## توأمة
لإيماترا اتفاقيات توأمة مع كل من:
- زالتسغيتر (1970 - )
- زفولن [7]
- مونتيبيلونا
- زغتفار
- Ludvika Municipality [الإنجليزية]‏

## أعلام
- جوك تايلور
- بافو فولتيلاينين